# Piripiri
Piripiri, amtlich portugiesisch Município de Piripiri, in älterer Schreibung Perypery, ist eine brasilianische Gemeinde im Bundesstaat Piauí in der Nordostregion. Sie hatte zum 1. Juli 2021 geschätzt 63.829 Einwohner, die Piripirienser genannt werden und auf einer Gemeindefläche von rund 1407 km² leben. An Bevölkerungszahl steht die Gemeinde an vierter Stelle der 244 Munizipien des Bundesstaates. Die Entfernung zur Hauptstadt Teresina beträgt 160 km.

## Geographie
Das Biom ist Caatinga und brasilianischer Cerrado.
Umliegende Gemeinden sind Brasileira, Capitão de Campos, Domingos Mourão, Barras und Batalha.

## Geschichte
Das Gemeindegebiet war ursprüngliches Siedlungsgebiet des indigenen Stammes der Tremembé, heute im Bundesstaat Ceará lebend.

## Kommunalpolitik
Bei den Kommunalwahlen in Brasilien 2020 wurde Jôve Oliveira, eigentlich Jovenilia Alves de Oliveira Monteiro, des Partido Trabalhista Brasileiro (PTB) zur Stadtpräfektin (Bürgermeisterin) gewählt.
Die Legislative liegt bei einem 15-köpfigen Stadtrat, der Câmara Municipal.

## Sehenswürdigkeiten
Die Kirche im Stadtzentrum von Piripiri, gegründet durch die Franziskaner-Mission Nordost Brasilien, ist dem St.-Paulus-Dom von Münster nachempfunden.
Die Gemeinde hat Tourismuspotential. Sehenswert ist der Nationalpark Sete Cidades in der Nachbargemeinde Piracuruca, mit seinen sieben Hügelformationen, die an Städte erinnern.

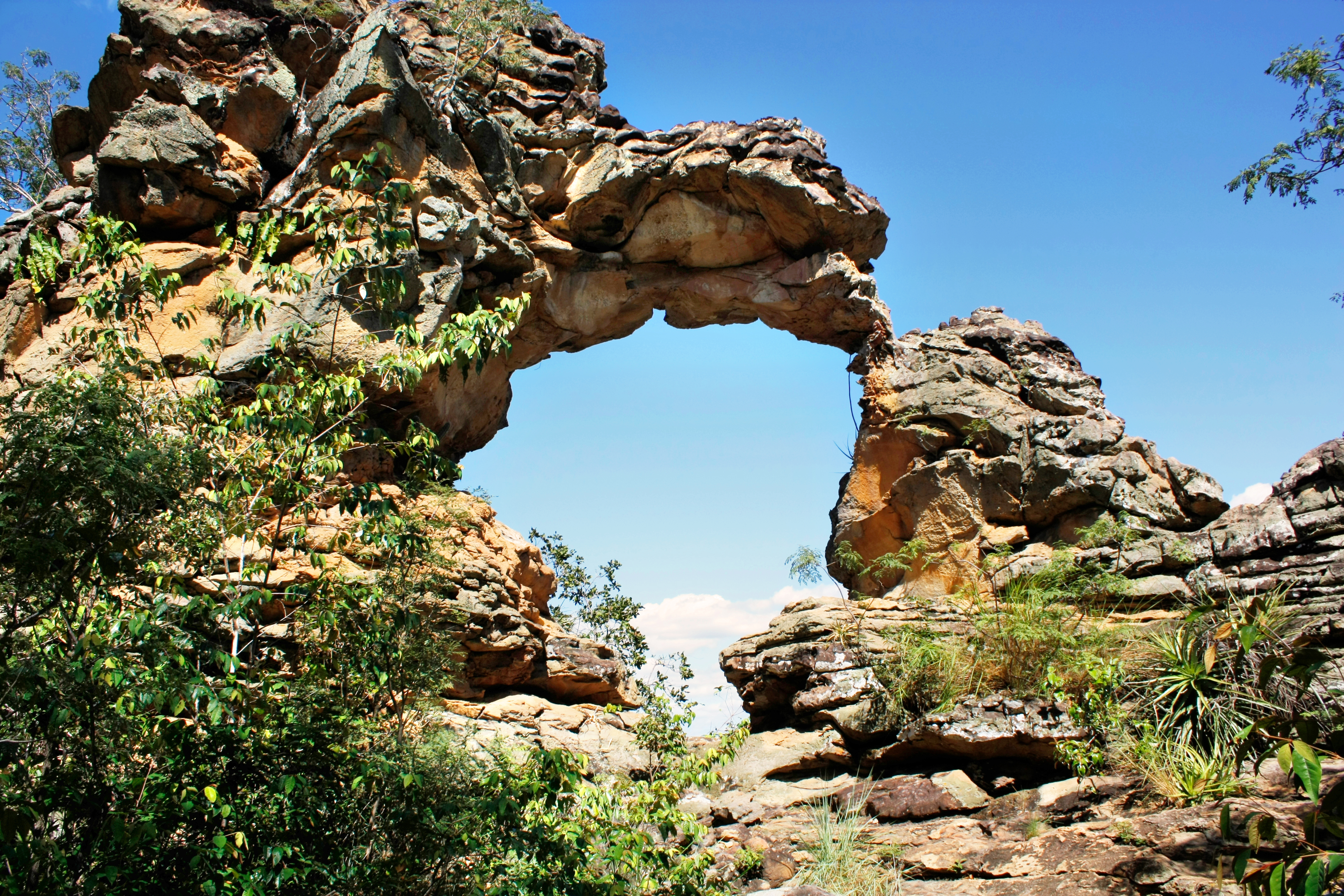
Felsformation im Parque Nacional de Sete Cidades
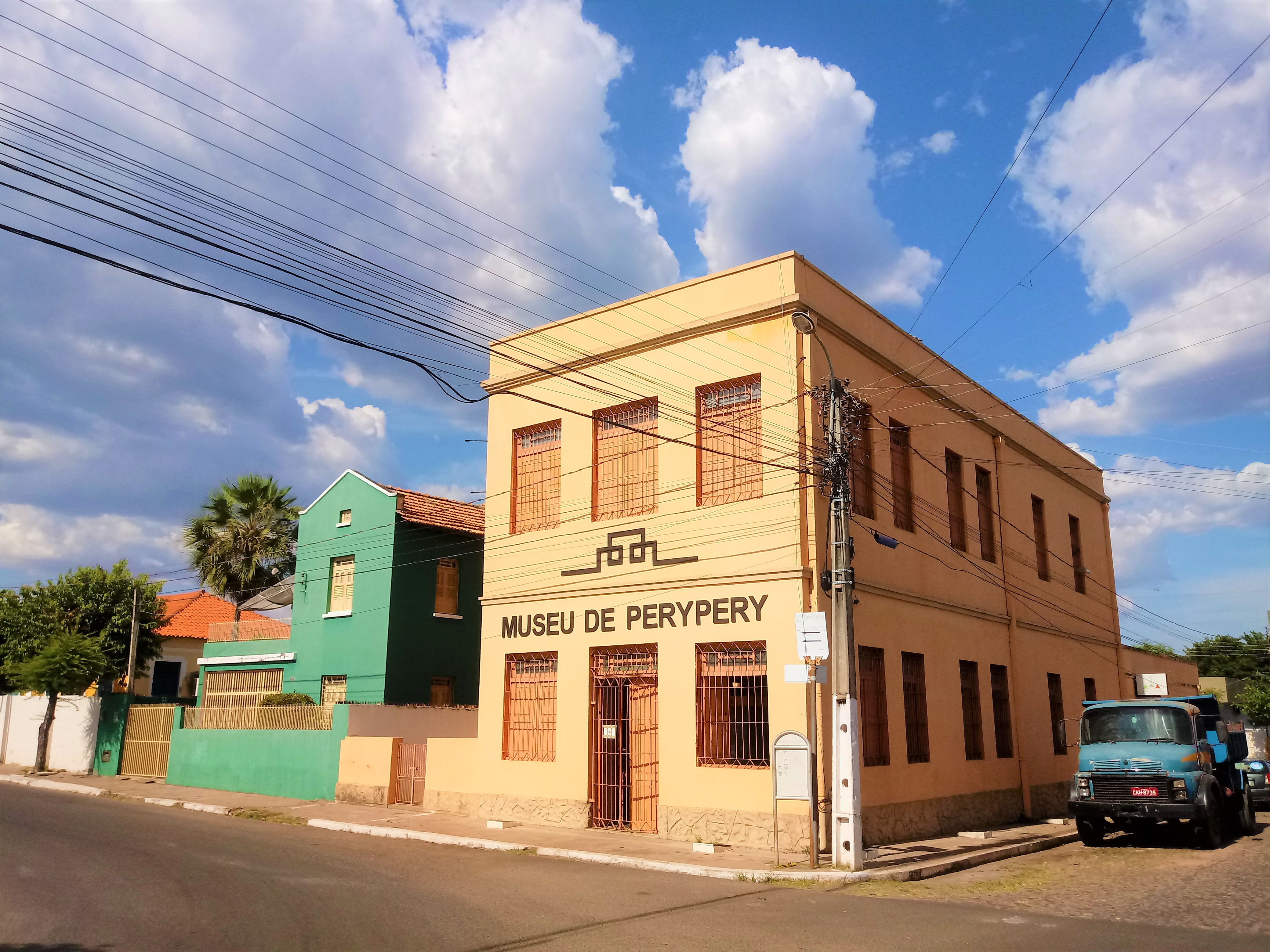
Museu de Perypery (lokales Geschichtsmuseum)
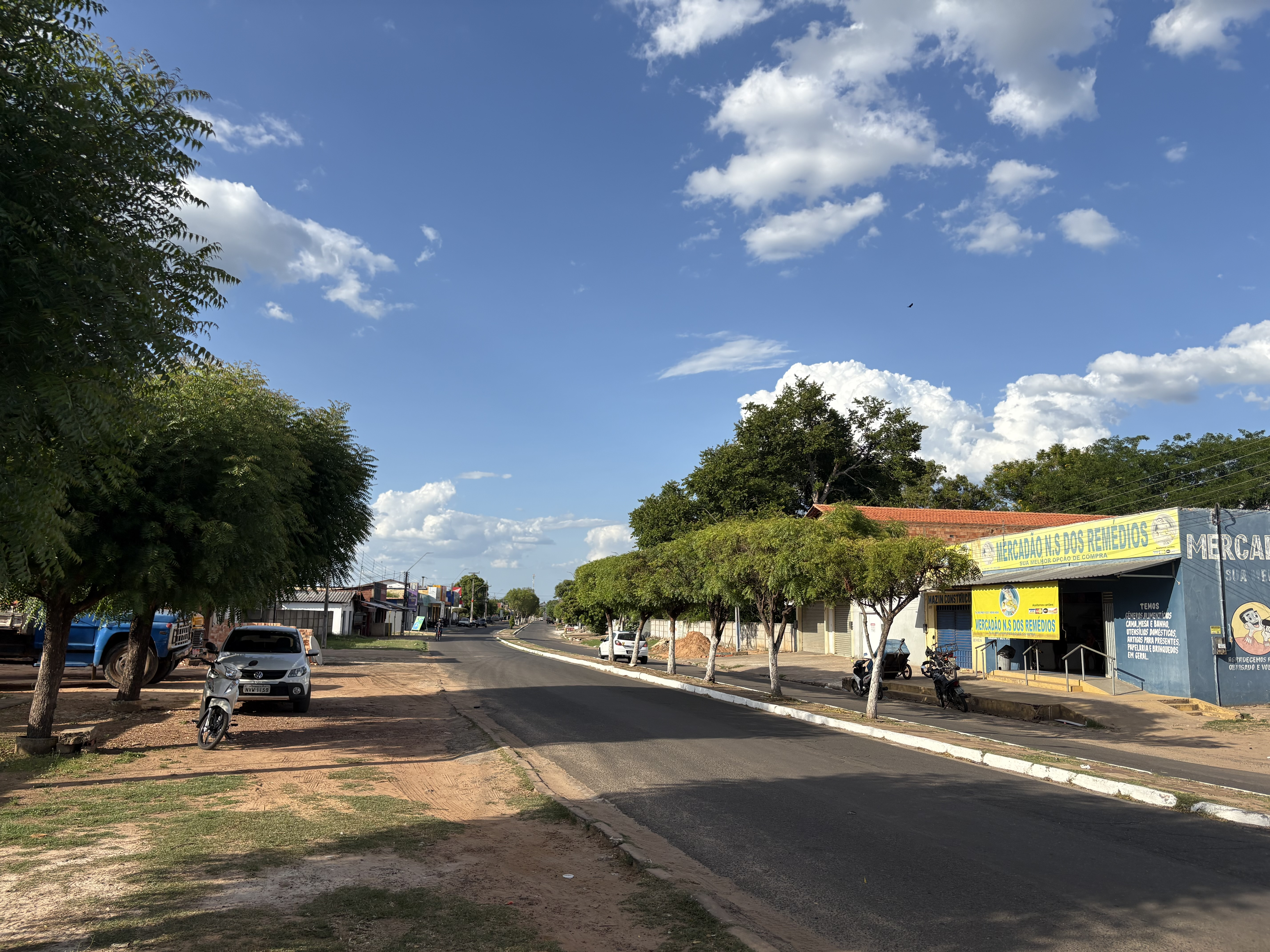
Straßenbild

## Sport
Piripiri ist Heimat des Fußballvereins 4 de Julho Esporte Clube mit dem 4000 Besucher fassenden Estádio Municipal de Ytacoatiara.

## In Piripiri geboren
- Antônia Melo (* 1949), Menschenrechtlerin und Umweltschützerin
- Carlos Emiliano Pereira (* 1986), Fußballspieler